# Fernando Cortizo Rodríguez
Fernando Cortizo Rodríguez (Santiago de Compostel·la, 1973) és un guionista i director de cinema gallec.

## Trajectòria
Després d'exercir un temps com a veterinari, va començar a interessar-se pel cinema d'imatge real, i va realitzar dos curtmetratges d'imatge real per després passar a l'animació en stop motion amb el curtmetratge Black Cat Spantat. Després d'aquesta primera experiència, el 2007 va crear Artefacto Producciones, on va realitzar O Boiro, O Ladrón de Bonecas, Leo, Sombras na noite i Promesa.
El 2009 va començar la producció del seu primer llargmetratge, O Apóstolo, que va ser la primera pel·lícula europea en stop motion estereoscòpic. Per tirar endavant el projecte va aconseguir involucrar tècnics procedents de les majors productores mundials, així com el músic estatunidenc Philip Glass per la realització de la banda sonora. La pel·lícula va guanyar diversos premis internacionals com el premi del públic del Festival de Cinema d'Animació d'Annecy (2013), el premi del Jurat al Fantasporto (2013), va guanyar l'Animamundi (Brasil, 2013), millor pel·lícula de l'Animpact (Corea, 2013), millor pel·lícula d'Expotoons (Argentina 2012), i fou nominat al Goya a la millor pel·lícula d'animació. El 2019 va iniciar una campanya de micromecenatge per tal de finançar la seva pròxima pel·lícula, Shkid, sobre els nens en els camps de concentració nazis.

## Filmografia
Llargmetratges
- O Apóstolo (2012), animació.
- Terry´s Way. O Camiño acaba en Obradoiro (2016), documental.

Curtmetratges
- O monstro da praia (2000), imatge real.
- Sólo (2002), imatge real.
- Blackat spantat (2004), animació.
- Dez Olladas (2004), documental.
- Bucowski (2004), imatge real.
- O Boiro (2005), animació.
- O Ladrón de Bonecas (2005), animació.
- Promesa (2006), animació.
- Leo (2007), animació.
- O coidador de gatos (2008), animació.

## Guardons i nominacions
Premis Mestre Mateo
| Any  | Categoria       | Pel·lícula | Resultat  |
| ---- | --------------- | ---------- | --------- |
| 2012 | Millor director | O Apóstolo | Guanyador |
| 2012 | Millor guió     | O Apóstolo | Nominat   |